# Moschato-Tawros
Moschato-Tawros (gr. Δήμος Μοσχάτου-Ταύρου, Dimos Moschatu-Tawru) – gmina w Grecji, w administracji zdecentralizowanej Attyka, w regionie Attyka, w jednostce regionalnej Ateny-Sektor Południowy. Siedzibą gminy jest Moschato. W jej skład wchodzi także miasto Tawros. W 2011 roku liczyła 40 413 mieszkańców. Powstała 1 stycznia 2011 roku w wyniku połączenia dotychczasowych gmin Moschato i Tawros.